# Літургійний обряд
Літургійний обряд (лат. ritus liturgicus) — сукупність зовнішніх особливостей християнського богослужіння, зумовлених етнокультурними факторами, що закріпилися в традиції одного чи декількох народів. Вивченням літургійних обрядів займається порівняльна літургіка.

## Історичні передумови
Паралельно із поширенням  християнства в  Римській імперії та за її межами відбувалося сприйняття культури місцевих мешканців, що в свою чергу залишало слід на регіональних особливостях християнського богослужіння та заклало основи виникнення літургійних обрядів. Серед елементів що відрізняли богослужіння різних Церков слід виділити мову, поетику богослужбових текстів, мелодію, символіку, міміку та жестикуляцію під час здійснення богослужіння.
В період між ІІІ і VI ст. визначилось кілька регіональних центрів формування літургійних традицій:
- на Сході
  - Єрусалим
  - Єгипет
  - Сирія
    - Антіохія (де переважали елліністичні традиції)
    - Едеса (в значній мірі зберігалася семітська культура)
- на Заході
  - Рим
  - Франко-іспанський регіон

В процесі історичного розвитку християнського богослужіння відбулося витіснення та асиміляція окремих місцевих обрядів іншими літургічними традиціями. Поширення різних літургійних обрядів призвело до виникнення великої кількості ізводів. Проте слід відмітити, що доволі часто окремі літургійні ізводи називають обрядами (зокрема ліонський ізвод римського обряду часто називається ліонським або римсько-ліонським обрядом)

## Поділ літургійних обрядів
Одним із завдань порівняльної  літургіки є встановлення генетичних зв'язків між окремими літургійними обрядами, на основі яких найсучасніша класифікація. В ній виділяють дві літургійні сім'ї та одну спільноту: олександрійська та антіохійська сім'ї та західна літургійна спільнота. Остання не вважається сім'єю, з огляду на те що не вдається встановити окремими західними обрядами чітких генетичних зв'язків. Традиційно також існує поділ на західні та східні літургійні обряди, де до останніх включають олександрійську та антіохійську сім'ї.
Згідно генетичної класифікації літургійні обряди поділяють наступним чином:
- Олександрійська обрядова сім'я:
  - Коптський обряд
  - Ефіопський обряд
- Антіохійська обрядова сім'я:
  - західносирійська група (історичний центр Антіохія):
    - Сиро-антіохійський (або західносирійський) обряд
    - Маронітський обряд
    - Сиро-маланкарський обряд (має декілька ізводів)

  - сиро-азійська група (історичні центри Антіохія та Мала Азія):
    -  візантійський (або грецький) обряд (має ряд ізводів)
    - Вірменський обряд

  - східносирійська група (історичний центр Едеса):
    - Халдейський (або перський) обряд
    - Сиро-малабарський обряд (із рядом ізводів)
- Західна обрядова спільність:
  - латиські обряди:
    -  римський обряд (з рядом ізводів)
    - Амвросіанський (або медіоланський) обряд
    - Північно-африканський обряд
    - Кельтський обряд (мертвий)
    - Аквітанський обряд (мертвий)
    - Брагський обряд

  - галлікансько-мозарабська група:
    - Галліканський обряд (мертвий)
    - Мозарабський обряд

Відмінною рисою обрядів західної спільності було використання  латинської мови у богослужінні (ця ситуація кардинально змінилася в другій половині ХХ ст. із широким залученням місцевих мов), в той час як інші літургійні сім'ї використовували різні мови (коптська, геєз, грецька,  церковнослов'янська,  грузинська, грабар, арамейська та ін.)

## Особливості
До кінця  пізнього Середньовіччя відбулася тенденція до уніфікації літургійних обрядів, коли на заході став домінувати римський обряд, а на сході (особливо у сфері впливу  Візантії) грецький обряд. Це призвело до існування в межах обох обрядів великої кількості ізводів. Так, в римському обряді існують регіональні ( солсберійський в  Англії,  ліонський в  Франції) та монастирські (картузіанський, премонстрантський, домініканський та ін..) ізводи (обряди). Окремі регіональні варіанти римського обряду лягли в основу протестантських церков, зокрема  Англіканської (солсберійський ізвод). Внаслідок літургійних реформ другої половини ХХ ст. відбулася значна уніфікація римського обряду, звівши практично на нівець регіональні особливості. Проте вона породила розкол, що вилився у функціонування римського обряду удвох формах: звичайній та  назвичайній (тридентській).
Значна неоднорідність характерна також для візантійського обряду, де яскраво прослідковуються відмінності між різними національними церквами. Це найперше зумовлено домінуванням в конкретних регіонах відмінних чернечих уставів: студійського або єрусалимського. Яскравим прикладом відмінностей в середині грецького обряду є існування в рамках російського ізводу двох форм:  никонівської та  старообрядницької. Також слід відмітити про значні відмінності у богослужіннях  Східних Католицьких Церков та  Православних (в тому числі і  Орієнтальних).